# Ноель Пікус-Пейс
Но́ель Пі́кус-Пейс (англ. Noelle Pikus-Pace; нар. 8 грудня 1982, Прово, Юта, США) — американська скелетоністка. Срібна призерка зимових Олімпійських ігор 2014 року.